# Helmuth Groscurth
Helmuth Groscurth (Lüdenscheid, 16 dicembre 1898 – Frolovo, 7 aprile 1943) è stato un militare tedesco ufficiale dell'Abwehr e della Wehrmacht e membro della Resistenza tedesca.

## Biografia
Come ufficiale dell'Intelligence tedesca fu uno dei primi a promuovere la creazione dell'unità speciale Brandenburg, e comandò diverse operazioni di guerra non convenzionali nei Sudeti. Fu un cospiratore attivo contro il regime nazista e fu in seguito riassegnato all'esercito regolare per le sue ripetute critiche contro i crimini di guerra commessi dalle forze tedesche in Polonia.
Dopo aver comandato un battaglione di fanteria durante la Campagna di Francia, assunse diversi compiti nello staff e fu coinvolto negli eventi del massacro di Bila Cerkva, dove tentò di evitare l'uccisione di diversi bambini ebrei. Dopo aver finito il suo servizio attivo come capo dello staff del generale Karl Strecker nell'XI SS-Armeekorps, partecipò alla Battaglia di Stalingrado e aiutò a inoltrare l'ultimo messaggio delle truppe tedesche ivi intrappolate. In seguito alla resa nella sacca di Stalingrado contrasse il tifo e morì mentre era prigioniero dei sovietici. Il ritrovamento dei suoi diari e delle sue annotazioni costituì una fonte significativa per gli storici nel ricostruire la resistenza tedesca contro Hitler negli ambienti militari tedeschi.